# Dråben
Dråben er en stol, designet af Arne Jacobsen. Den blev lanceret i 1959 for Fritz Hansen.
Dråben er formgivet i 1958, blev lanceret i 1959 for Fritz Hansen. Fremstillet til totalindretningen af SAS Royal Hotel, som også er tegnet af Arne Jacobsen, der stod færdigt i 1960. Til hotellet havde Arne Jacobsen endvidere tegnet klassikerne Ægget og Svanen.
Dråben findes i to udgaver: 
Stol af formstøbt kunststof betrukket med rødbrunt skind har brunerede kobberben, blev kun fremstillet i 40 eksemplarer, til hotellets snack-bar og på værelserne, som en slags sminkebordsstol. 
Den anden model er betrukket med stof og med forkromede stålben og er sandsynligvis ikke produceret i mere end et par hundrede eksemplarer. 
Ingen af stolene har på noget tidspunkt været i produktion og har derfor intet produktionsnr. 
Fritz Nansen A/S har genoptaget produktion af Dråben i 2014. Dråben leveres nu i to versioner. En plast version, med stål ben i krom eller farve matchende skallens farve, og en polstret version med krom ben, som afsluttes mod gulvet med en stål skive. Produktnummer er 3110.  

## Andre betydninger
- Dråben podcast - En hip hop podcast fra København

| Møbler og inventar | Spire Denne artikel om møbler og inventar er en spire som bør udbygges. Du er velkommen til at hjælpe Wikipedia ved at udvide den. |